# Farinococcus formicarii
Farinococcus formicarii är en insektsart som först beskrevs av Green 1922.  Farinococcus formicarii ingår i släktet Farinococcus och familjen ullsköldlöss.
Artens utbredningsområde är Sri Lanka. Inga underarter finns listade i Catalogue of Life.